# Coccyzus lansbergi
Coccyzus lansbergi е вид птица от семейство Cuculidae.

## Разпространение
Видът е разпространен във Венецуела, Еквадор, Колумбия и Перу.